# By (Seine-et-Marne)
Pour les articles homonymes, voir BY.
By est une ancienne commune française située près du village de Thomery en Seine-et-Marne, auquel elle est rattachée depuis les années 1930.

## Géographie
Située sur le coteau qui surplombe la Seine, By a été une commune autonome localisée entre Veneux-les-Sablons, Thomery, et la lisière orientale de la forêt de Fontainebleau.

## Histoire
C'est à By que furent réalisées les premières cultures du chasselas de Thomery par François Charmeux vers 1730, en raison de son exposition plus favorable au sud-est dans la boucle de la Seine. Le rattachement de By à Thomery s'est fait dans les années 1930.

## Personnalités associées à By
En 1859, la peintre animalière Rosa Bonheur s'installe à By et aménage sa demeure pour y recevoir les animaux qu'elle peignait. Célèbre pour son non-conformisme, et sa relation d'une vie avec sa compagne, Nathalie Micas et, à la mort de cette dernière en 1889, avec la peintre Anna Klumpke, elle vivra en toute tranquillité sur le haut du coteau de By jusqu'à son décès le 25 mai 1899. L'impératrice Eugénie, alors régente, remet à Rosa Bonheur la croix de chevalier de la Légion d'Honneur dans la commune en 1865.

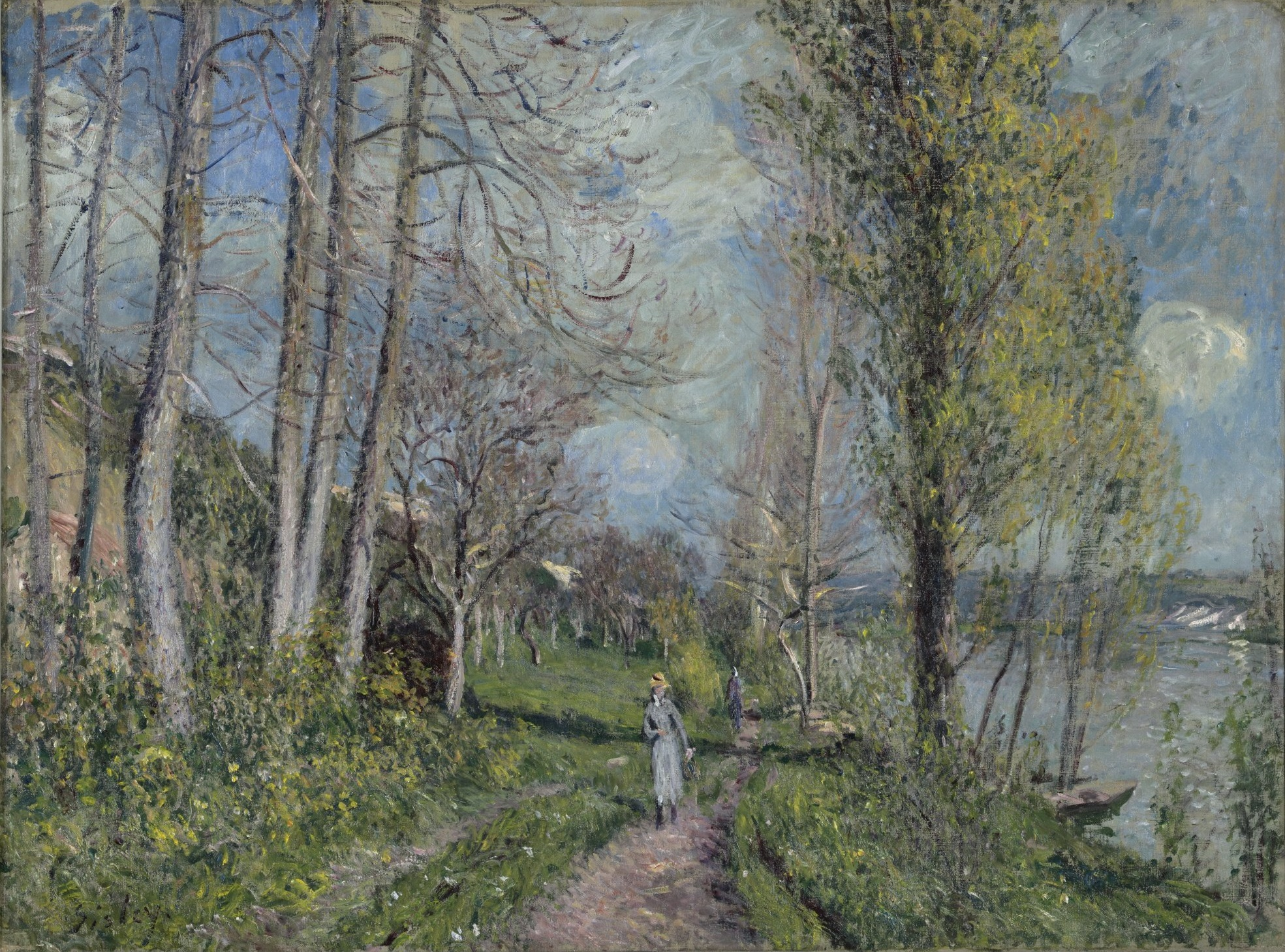
Le Chemin des Fontaines près de By par Alfred Sisley, Clark Art Institute.

Alfred Sisley, peintre impressionniste, résident de la commune voisine de Moret-sur-Loing à partir de 1880, réalisa de nombreux tableaux des bords de Seine à By durant les vingt dernières années de sa vie (dont Le Chemin des Fontaines près de By en 1880 et Les Petits Prés au printemps, By en 1881). 
La comédienne et chanteuse lyrique Laurence Grivot est morte dans sa résidence de By en 1890.
Le poète et académicien Fernand Gregh (1873-1960) a vécu de nombreuses années à By dans sa maison appelé « Bois-Bliaud » en bordure de forêt. Il y recevait ses amis artistes dont notamment Anna de Noailles, Anatole France, Edgar Degas, ou Maurice Genevoix.

## Sites particuliers
- Le musée de l'atelier Rosa Bonheur situé dans le château de By à l'angle de la rue Rosa-Bonheur et de la rue de la Gare.
- Les murs à chasselas de Thomery du Chemin des Longs Sillons – finissant rue de By, en limite du territoire historique – sont classés depuis 1993 aux Monuments historiques[2]. Il subsiste à By, dans les jardins ou le long des rues, de très nombreux murs devenus essentiellement mitoyens entre les maisons.
- Le jardin de Fernand-Gregh.